# Cristiano Mateus da Silva e Sousa
Cristiano Matheus da Silva e Sousa (Ubatuba, 3 de junho de 1973) é um político brasileiro. Eleito  vereador por Maceió em 2004, deputado federal em 2006, licenciou-se para concorrer à prefeitura de Marechal Deodoro (Alagoas), para a qual foi eleito em 2008 e reeleito em 2012. 